# Dipterocarpus lowii
Espèce
Classification phylogénétique
Statut de conservation UICN

 NT  : Quasi menacé
Dipterocarpus  lowii  est un grand arbre sempervirent de Bornéo, de Sumatra et de la Péninsule Malaise, appartenant à la famille des Diptérocarpacées.

## Répartition
- Péninsule Malaise,
- Sumatra,
- Sabah,
- Sarawak,
- Brunei.

## Préservation
En danger critique d'extinction du fait de la déforestation et de l'exploitation forestière du bois sous le nom de keruing.